# Florida State Road 5
Die Florida State Road 5 (kurz FL 5) ist eine in Süd-Nord-Richtung verlaufende State Route im US-Bundesstaat Florida.

## Verlauf

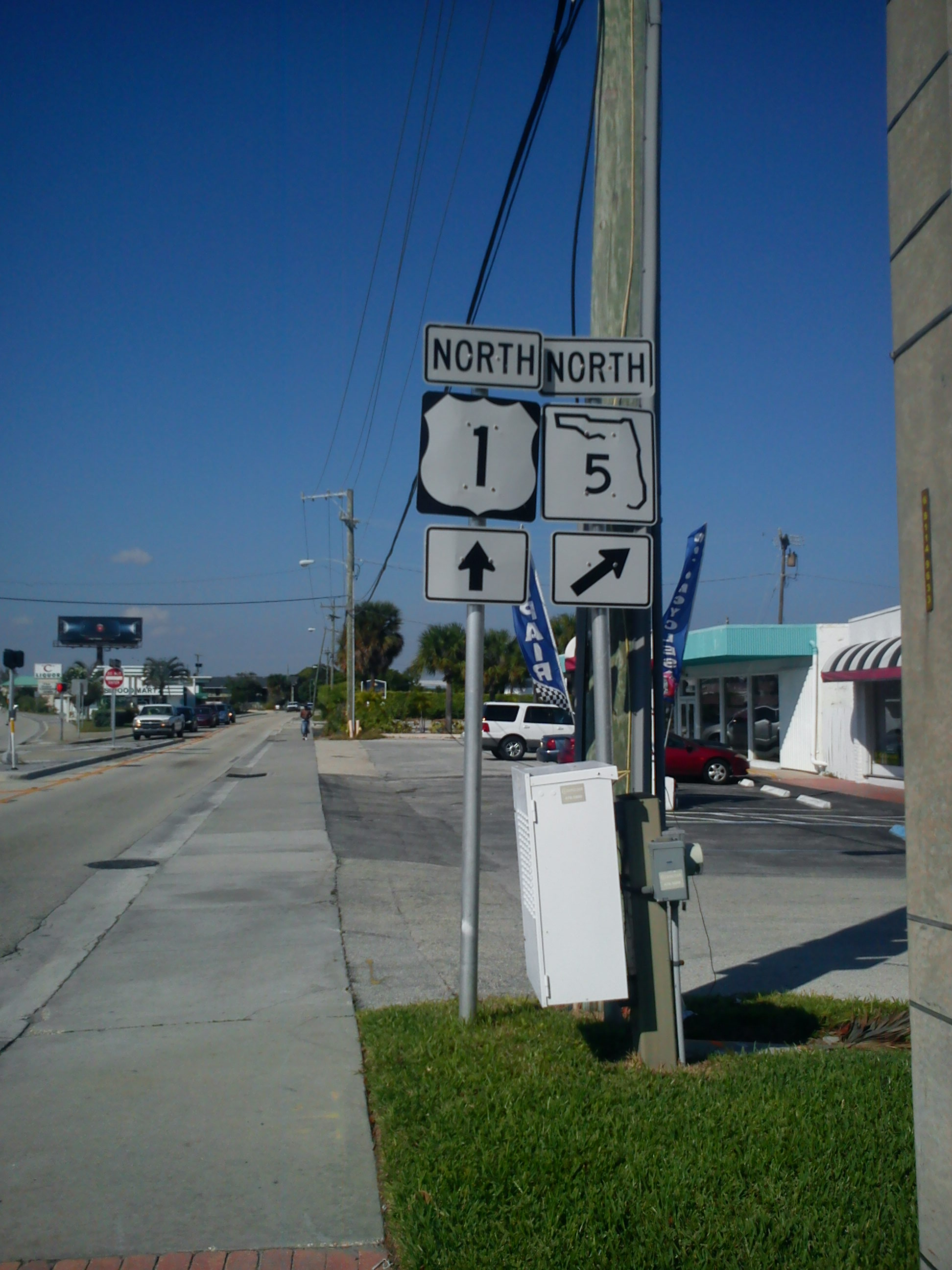
Florida State Road 5 in Lantana, Blickrichtung Norden

Die State Route beginnt in Key West und endet nach etwa 876 Kilometern nördlich von Yulee an der Grenze zu Georgia. Fast auf ihrer gesamten Länge ist die State Route nicht ausgeschildert. Stattdessen folgt sie als "verdeckte" Straße zuerst von Key West bis Jacksonville dem U.S. Highway 1 sowie weiter bis zur Grenze von Georgia dem U.S. Highway 17. Von Key West bis Homestead ist sie Teil des Overseas Highway, auf dem bis Marathon zusätzlich noch die State Road A1A die Trasse mitbenutzt. Lediglich auf einer rund neun Kilometer langen Strecke von Lantana nach West Palm Beach im Palm Beach County besitzt die State Route ihre eigene Trasse.
Weitere wichtige Städte entlang der State Route sind Miami, Fort Lauderdale, Port St. Lucie, Daytona Beach sowie St. Augustine.